# 孟仁毅
孟仁毅（10世纪？—955年），《蜀檮杌》又作孟仁殷，五代十国時代人物，后蜀高祖孟知祥的儿子，后主孟昶的弟弟。
其嫡母福庆长公主的墓志铭里，没有提到他的名字，而只提到了他的五个哥哥孟贻范、孟贻邕、孟貽矩、孟贻邺、孟仁赞（孟昶）。说明在福庆长公主去世的长兴三年（932年）孟仁毅还未出生或者年纪尚幼。广政十三年（950年）八月庚子，孟昶封他的四个弟弟为王，孟仁毅为夔王、孟仁贄为雅王，孟仁裕为彭王，孟仁操为嘉王。廣政十八年（955年）二月，夔王孟仁毅去世，谥号为恭孝。没有像他三个弟弟，活到了后蜀灭亡之后。